# Louise Caroline de Hesse-Cassel
Prințesa Louise Caroline de Hesse-Kassel (28 septembrie 1789, Gottorp – 13 martie 1867, Ballenstedt) a fost soția lui Friedrich Wilhelm, Duce de Schleswig-Holstein-Sonderburg-Glücksburg și, alături de el, a fost fondatoarea liniei descendente care a inclus casele regale ale Danemarcei, Greciei, Norvegiei și Regatul Unit.

## Biografie
Louise Caroline s-a născut la Gottorp în ducatul Schleswig. Tatăl ei a fost Landgraful Karl de Hesse-Kassel (19 decembrie 1744 – 17 august 1836) iar mama Prințesa Louise a Danemarcei (30 ianuarie 1750 – 12 ianuarie 1831), care era fiica regelui Frederic al V-lea al Danemarcei. Sora ei mai mare, Marie Sophie de Hesse-Kassel (28 octombrie 1767 – 21 martie 1852), a devenit soția regelui Frederic al VI-lea al Danemarcei.

### Căsătorie și copii
La 26 ianuarie 1810, Louise Caroline s-a căsătorit cu Friedrich Wilhelm (4 ianuarie 1785 – 17 februarie 1831). Cuplul a avut zece copii:
- Prințesa Luise Marie Friederike de Schleswig-Holstein-Sonderburg-Glücksburg (23 octombrie 1810 – 11 mai 1869).
- Prințesa Friederike Karoline Juliane de Schleswig-Holstein-Sonderburg-Glücksburg (9 octombrie 1811 – 10 iulie 1902).
- Karl, Duce de Schleswig-Holstein-Sonderburg-Glücksburg (30 septembrie 1813 – 24 octombrie 1878).
- Friedrich, Duce de Schleswig-Holstein-Sonderburg-Glücksburg (23 octombrie 1814 – 27 noiembrie 1885).
- Prințul Wilhelm de Schleswig-Holstein-Sonderburg-Glücksburg (10 aprilie 1816 – 5 septembrie 1893).
- Christian al IX-lea al Danemarcei (8 aprilie 1818 – 29 ianuarie 1906).
- Prințesa Luise, stareță de Itzehoe (18 noiembrie 1820 – 30 noiembrie 1894).
- Prințul Julius de Schleswig-Holstein-Sonderburg-Glücksburg (14 octombrie 1824 – 1 iunie 1903).
- Prințul Johann de Schleswig-Holstein-Sonderburg-Glücksburg (5 decembrie 1825 – 27 mai 1911).
- Prințul Nikolaus de Schleswig-Holstein-Sonderburg-Glücksburg (22 decembrie 1828 – 18 august 1849).

Fiul Louisei Caroline, Prințul Christian, a fost numit al treilea în linia de succesiune la tron în 1847. La 15 noiembrie 1863 el i-a succedat vărului său, Frederic al VII-lea, ca rege al Danemarcei.
Printre nepoții ei se includ: Frederic al VIII-lea al Danemarcei, Alexandra a Danemarcei, George I al Greciei, Dagmar a Danemarcei și Prințesa Thyra a Danemarcei.